# Junta Nacional de Justicia
La Junta Nacional de Justicia (JNJ) es un organismo constitucional autónomo encargado de nombrar, ratificar y destituir a los jueces y fiscales de todos los niveles en la República del Perú. Asimismo, tiene la potestad de nombrar, renovar en el cargo o destituir al jefe de la Oficina Nacional de Procesos Electorales (ONPE) y al jefe del Registro Nacional de Identificación y Estado Civil (RENIEC).
Su creación fue propuesta en julio de 2018 con la finalidad de sustituir a su predecesor Consejo Nacional de la Magistratura, organismo que se había visto envuelto en actos de corrupción. La reforma de la Constitución que permitió su creación fue aprobada por el Congreso en septiembre de 2018 y luego ratificada por la población mediante un referéndum realizado en diciembre de ese mismo año. Finalmente, en febrero de 2019 la Junta Nacional de Justicia fue creada al expedirse su ley orgánica y entró en funciones en enero de 2020 al elegirse a sus miembros.

## Historia

### Antecedentes
La Constitución de 1979 creó un órgano denominado Consejo Nacional de la Magistratura cuya función principal era el formular las propuestas para el nombramiento de los magistrados de la Corte Suprema y de las Cortes Superiores ante el presidente de la República, que era quien finalmente realizaba la designación con cargo a su ratificación por el Senado. Este sistema dejó de existir como consecuencia del autogolpe de 1992 llevado a cabo por el entonces presidente Alberto Fujimori y la posterior dación de una nueva constitución.
La Constitución de 1993 mantuvo nominalmente al Consejo Nacional de la Magistratura como órgano integrante del sistema de justicia, pero reformuló completamente su rol constitucional, otorgándole el poder de seleccionar, nombrar, ratificar y destituir directamente a los magistrados del país. Es decir, ya no había intervención alguna del Poder Ejecutivo, sino que el propio consejo se encargaba de seleccionar al ganador de cada concurso e incluso de extenderle el título oficial que lo acreditaba como juez o fiscal, no siendo tampoco necesaria la ratificación de los vocales y fiscales supremos por el Congreso. Con este esquema se tuvo por finalidad eliminar toda injerencia de carácter político de los otros poderes del Estado.
El 7 de julio de 2018, IDL Reporteros hizo públicos los llamados CNM Audios que mostraron a varios miembros del Consejo Nacional de la Magistratura involucrados en actos de tráfico de influencias y corrupción. Como consecuencia de ello, el presidente de la República Martín Vizcarra convocó para el día 20 de julio a una legislatura extraordinaria del Congreso con la finalidad de que se debata la remoción de todos los miembros del Consejo, apelando al artículo 157° de la Constitución. La remoción fue aprobada por el Congreso con 118 votos a favor, cero en contra y cero abstenciones.

### Creación
Luego de la destitución de todos los miembros del Consejo Nacional de la Magistratura, el presidente Martín Vizcarra remitió al Congreso una propuesta de reforma de la constitución con la finalidad de modificar el sistema de designación y evaluación de magistrados, lo que suponía la sustitución del Consejo Nacional de la Magistratura por un nuevo órgano que se llamaría Junta Nacional de Justicia. El 18 de setiembre de 2018 el Congreso de la República aprobó la ley de reforma constitucional que recogió la propuesta del Poder Ejecutivo, la cual fue luego ratificada por la población en el referéndum del 9 de diciembre de 2018. La modificación constitucional fue promulgada el 9 de enero de 2019 bajo la designación de Ley N° 30904 - Ley de Reforma Constitucional sobre la Conformación y Funciones de la Junta Nacional de Justicia. Finalmente, el 19 de febrero de 2019 el organismo fue oficialmente creado al promulgarse la Ley N° 30916 - Ley Orgánica de la Junta Nacional de Justicia.
Tras su creación, el Congreso encargó a la JNJ la tarea especial de revisar todos los actos administrativos del último CNM. Se trata de los más de dos mil expedientes entre 2015 y 2018 pertenecientes a la Comisión Especial de Revisión de Actos del CNM que quedaron pendientes.

### Implementación
Por la sola entrada en vigencia de la ley orgánica a inicios de 2019, quedaron automáticamente designados cinco de los siete integrantes de la comisión especial que se encargaría de elegir a la Primera Junta Nacional de Justicia, restando definir a los dos integrantes que provendrían de la elección entre los rectores de las universidades públicas y privadas. Dicha elección de produjo el 1 de marzo de 2019, con lo cual la Comisión quedó conformada y lista para iniciar sus funciones. En abril de 2019 la Comisión aprobó su reglamento interno y anunció que a fines de ese mismo mes se realizaría la convocatoria pública para elegir a los miembros de la primera Junta Nacional de Justicia. Luego de un primer concurso público que resultó fallido al no cumplir con su finalidad, un segundo proceso finalmente concluyó el 30 de diciembre de 2019 con la elección de los miembros titulares y suplentes de la primera Junta Nacional de Justicia.
La elección de esta primera Junta no estuvo exenta de críticas, pues se formularon cuestionamientos a la designación de Marco Tulio Falconí Picador y María Zavala Valladares, razón por la cual la Comisión Especial dispuso que se suspendiera su juramentación a efectos de revisarse su designación. De otro lado, a la ceremonia de juramentación de los restantes cinco miembros de la Junta no asistieron la fiscal de la Nación Zoraida Ávalos y la presidenta del Tribunal Constitucional Marianella Ledesma, quienes no se presentaron en reclamo por la falta de transparencia en la elección de los magistrados relacionada con los dos miembros cuestionados y con el hecho de que no se hubieran publicado las actas de la elección antes de procederse a la juramentación. Posteriormente, al evaluarse los descargos de María Zavala Valladares, el 9 de enero de 2020 se le tomó el juramento de ley y quedó incorporada a la Junta como miembro titular.
Cabe mencionar las declaraciones del político Alberto de Belaunde, quien señaló que en redes sociales se utilizó la narrativa de los «caviares» para acusar equivocadamente a Martín Vizcarra y otros políticos de la selección de candidatos, cuando en realidad los candidatos fueron supervisados por Walter Gutiérrez. Gutiérrez admitió en mayo de 2024 que no hubo suficientes candidatos para el concurso público y que solo tres superaron la nota requerida para ingresar.
En 2024 se realizó una nueva selección, cuyos candidatos seleccionados fueron juramentados en noviembre de ese mismo año, en medio de denuncias por falta de transparencia por parte de la Misión Internacional de Observación. El defensor del pueblo, Josué Gutiérrez, explicó cómo se desarrolló el proceso de selección ante la CIDH, aunque no presentó pruebas que respaldaran su supuesta transparencia. Al año siguiente, el Área de Enriquecimiento Ilícito y Denuncias Constitucionales del Ministerio Público llevó a cabo inspecciones en la Defensoría del Pueblo tras descubrirse que la elección de Gino Ríos como presidente de la JNJ había sido irregular.

## Conformación y atribuciones

### Comisión especial
Según la ley orgánica de la Junta Nacional de Justicia, sus miembros son elegidos por una comisión especial integrada por los siguientes siete representantes de entidades públicas y privadas del país: el Defensor del Pueblo (quien la preside); el presidente del Poder Judicial; la fiscal de la Nación; el presidente del Tribunal Constitucional; el contralor general de la República; un rector elegido en votación por los rectores de las universidades públicas licenciadas con más de cincuenta años de antigüedad y un rector elegido en votación por los rectores de las universidades privadas licenciadas con más de cincuenta años de antigüedad.
Esta Comisión cuenta con el apoyo de una Secretaría Técnica Especializada, adscrita al despacho del Defensor del Pueblo.

### Conformación
De acuerdo con su ley orgánica, La Junta Nacional de Justicia está conformada por siete miembros titulares y siete suplentes, seleccionados por una Comisión Especial, mediante concurso público de méritos (nota más alta). El cargo de miembro de la Junta Nacional de Justicia dura 5 años sin posibilidad de reelección inmediata. Para ser miembro de la Junta Nacional de Justicia se requiere: ser peruano de nacimiento, ser ciudadano en ejercicio, ser mayor de cuarenta y cinco (45) años y menor de setenta y cinco (75) años, ser abogado, no tener sentencia condenatoria firme por delito doloso y tener reconocida trayectoria profesional y solvencia e idoneidad moral. Los actuales miembros de la Junta Nacional de Justicia son:
| Junta Nacional de Justicia               |                               |                     |                     |
| Nombre                                   | Cargo                         | Inicio              | Final               |
| Gino Augusto Tomas Ríos Patio            | Presidente                    | 5 de enero de 2025  | 06 de enero de 2029 |
| María Teresa Cabrera Vega                | Vicepresidente                | 5 de enero de 2025  | 06 de enero de 2029 |
| Jaime Pedro de la Puente Parodi          | Miembro Titular               | 5 de enero de 2025  | 06 de enero de 2029 |
| Víctor Hugo Chanduví Cornejo             | Miembro Titular               | 5 de enero de 2025  | 06 de enero de 2029 |
| Francisco Artemio Távara Córdova         | Miembro titular               | 5 de enero de 2025  | 06 de enero de 2029 |
| Germán Alejandro Julio Serkovic Gonzalez | Miembro Titular               | 5 de enero de 2025  | 06 de enero de 2029 |
| Rafael Ruiz Hidalgo                      | Miembro titular (Vacado)      | 21 de enero de 2025 | 11 de abril de 2025 |
| Cayo Galindo Sandoval                    | Miembro titular (Accesitario) | 12 de mayo de 2025  | 22 de enero de 2029 |

En el mismo proceso de selección que determinó la elección de los siete miembros titulares se eligió también igual número de suplentes, quienes de ser necesario serán llamados en el orden de mérito obtenido para reemplazar a cualquier miembro titular que por alguna razón cese en sus funciones. Los suplentes elegidos, en orden de mérito, son los siguientes: Mónica Rosell Medina, Iván Guevara Vásquez, Freddy Hernández Rengifo, Roque Bravo Basaldúa, Iris Pacheco Huancas y Jorge Balarezo Rengifo.

### Atribuciones
El reformado artículo 154 de la Constitución Política del Perú, establece que la Junta Nacional de Justicia se encarga de nombrar, previo concurso público de méritos y evaluación personal, a los jueces y fiscales de todos los niveles. Además, ratificar, con voto público y motivado, a los jueces y fiscales de todos los niveles cada siete años. Asimismo, destituir a los jueces de la Corte Suprema y fiscales supremos; y, de oficio o a solicitud de la Corte Suprema o de la Junta de Fiscales Supremos, respectivamente, a los jueces y fiscales de todas las instancias. Se señala también que la Junta Nacional de la Justicia ejecutará en conjunto con la Academia de la Magistratura, la evaluación parcial del desempeño de los jueces y fiscales de todos los niveles cada tres años y seis meses. Por otro lado, se remarca que los no ratificados o destituidos no podrán reingresar al Poder Judicial y al Ministerio Público.
Estas competencias aparecen ratificadas en el artículo 2 de su ley orgánica, donde además se establece que la Junta Nacional de Justicia tiene la facultad de nombrar, renovar en el cargo o destituir al jefe de la Oficina Nacional de Procesos Electorales (ONPE) y al jefe del Registro Nacional de Identificación y Estado Civil (RENIEC).

### Consejo Consultivo
A finales de enero de 2020, la JNJ creó un consejo consultivo que tiene por objeto deliberar, analizar y proponer medidas y recomendaciones para coadyuvar en el proceso de institucionalidad de la Junta Nacional de Justicia a fin de garantizar su autonomía e imparcialidad y el cumplimiento de sus funciones. Está integrado por nueve miembros ad honorem:
- Diego García-Sayán Larrabure
- Jaime de Althaus Guarderas
- Javier de Belaunde López de Romaña
- Gonzalo García Núñez
- Víctor García Toma
- Gorki González Mantilla
- Beatriz Merino Lucero
- Violeta Bermúdez Valdivia
- Gladys Echaiz Ramos

## Procesos parlamentarios contra la conformación 2020-2025
En 2023, la parlamentaria conservadora Patricia Chirinos creó una moción del día para proceder con una investigación sumaria hacia la Junta Nacional de Justicia. La moción 7565, que establece un juicio político por parte de una comisión parlamentaria, liderada por el partido político conservador Perú Libre. Sin embargo, la moción no estuvo exenta de polémica, principalmente por calificar a la JNJ de «herramienta política», además de la postura antiprogresista de Chirinos.
Tras la realización de una investigación alternativa por parte de otro congresista, que resultó en la destitución e inhabilitación de dos miembros de la JNJ y a la incapacidad de sancionar a jueces debido a la falta de cuórum, surgieron propuestas para modificar los requisitos de nombramiento. Una de ellas sugería el reemplazo de la JNJ por la Escuela Nacional de la Magistratura, eliminando así el concurso público para seleccionar a los candidatos.